# ロンド ハ長調 (ショパン)
ロンド ハ長調（ロンド ハちょうちょう）作品73は、フレデリック・ショパンが1828年に作曲した作品。生前には発表されず、遺作としてショパンの死後の1855年に出版された。
ピアノ独奏版及び二台ピアノ版が存在し、後者はショパンが書いた唯一の二台ピアノ用作品である（連弾曲は2曲の変奏曲が記録に残されており、そのうちニ長調が一部欠落した状態で現存する）。

## 概要
初めはピアノ独奏曲として書かれたが、作曲後すぐに2台ピアノの作品に編曲された。ショパンが知人のティトゥス・ヴォイチェホフスキへ宛てた同年9月9日付の手紙では、マゾフシェ県のサンニキ（Sanniki）で編曲を行ったこと、知人のモーリッツ・エルネマン（Moritz Ernemann）とフリデリク・ブッフホルツ（ピアノ製造業者）の家で演奏したところかなりうまくいった、と報告されている。その後、エルネマンが不在になったらしく、同年12月27日付の同じくヴォイチェホフスキ宛の手紙では、この曲は『孤児』となっていたが、1か月で演奏をマスターしたユリアン・フォンタナが『義父』となった、と報告されている。この事実は、エルネマンが「生みの父親」、つまりショパンへ編曲を勧めたのではないか、という示唆を与えるものとなっている。
ショパンの死後、この編曲版にはフォンタナにより、遺作として作品番号73が与えられた。ピアノ独奏版は1世紀後の1954年になってパデレフスキ版として初めて出版された。
ここでは独奏版と2台版の両方を比較しながら記述する。

## 楽曲

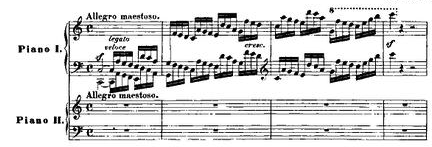
序奏部分

Allergo maestoso、4分の4拍子 - 4分の2拍子。
走句と和声的な部分の対比からなる24小節の序奏を経て、音階の上昇と下降を基調とした主題が現れる。明確に2つのエピソード主題を持つ。移行部ではイ短調となり、3連符の急速なパッセージとなり、そのままイ短調のエピソードへと流れ込む。ホ長調の経過句を経て、物悲しい旋律の第2エピソードへと続く。再現部はロンド主題が変ホ長調へ展開され、転調を経て、やがてエピソードが次はホ短調で再現される。3回目の再現は今までより短くなっている。コーダは3連符を基調としており、華やかに終結する。全集録音のあるヴラディーミル・アシュケナージなどで聞くことができる。
演奏時間は約9分。

### 2台ピアノ版への変更点
基本的な内容はほとんど変わらないが、対比するパッセージを分奏させたり、主題に装飾を加えたり、内声部の充実が図られている。それにより、平面的だった独奏用に比べて立体感が増した。最も大きな変更点は第1エピソード主題における対旋律の追加である。独奏用では単なる3連符のパッセージに過ぎなかったものに旋律が浮かび上がる仕掛けになっている。